# Reggenza delle Molucche Sudoccidentali
La reggenza delle Molucche Sudoccidentali (in indonesiano: Kabupaten Maluku Barat Daya) è una reggenza dell'Indonesia, situata nella provincia delle Molucche.
La reggenza comprende un gruppo di isole nel sud della provincia; tra queste Liran, Wetar, Kisar, Romang, Damar, le isole Leti, le isole Sermata e le isole Babar.